# ایان برمر
ایان برمر (انگلیسی: Ian Bremmer؛ زادهٔ ۱۲ نوامبر ۱۹۶۹) کارشناس سیاسی ارمنی-آلمانی‌تبار اهل ایالات متحده آمریکا است.